# Lineamenta
Dokument Lineamenta je text sepsaný v rámci přípravy na generální shromáždění biskupské synody římskokatolické církve.
Lineamenta vybízejí biskupy, aby vyzvali všechny katolíky k diskusi a provedli pastorační šetření.